# Liste der Monuments historiques in Montbrison
Die Liste der Monuments historiques in Montbrison (Loire) führt die Monuments historiques in der französischen Stadt Montbrison auf.

## Liste der Bauwerke
| Bezeichnung                                | Beschreibung | Standort                             | Kennzeichnung | Schutzstatus | Datum | Bild |
| ------------------------------------------ | ------------ | ------------------------------------ | ------------- | ------------ | ----- | ---- |
| Caserne Vaux                               |              | (Lage)                               | PA00117516    |              |       |      |
| Chapelle Penitents Confalon                |              | (Lage)                               | PA00117517    |              |       |      |
| Chapelle Sainte-Eugenie Moingt             |              | (Lage)                               | PA00117518    |              |       |      |
| Collegiale Notre-Dame-Esperance Montbrison |              | (Lage)                               | PA00117523    |              |       |      |
| Commanderie Saint-Jean-Pres                |              | (Lage)                               | PA00117692    |              |       |      |
| Couvent Oratoriens Montbrison              |              | (Lage)                               | PA00117519    |              |       |      |
| Couvent Visitation Montbrison              |              | (Lage)                               | PA00117520    |              |       |      |
| Croix Estalliet                            |              | (Lage)                               | PA00117521    |              |       |      |
| Eglise Saint-Julien-Antioche Moingt        |              | (Lage)                               | PA00117522    |              |       |      |
| Enceinte Moingt                            |              | (Lage)                               | PA00117524    |              |       |      |
| Hotel Girard Vaugirard                     |              | (Lage)                               | PA42000046    |              |       |      |
| Hotel Vazelhes                             |              | (Lage)                               | PA00117525    |              |       |      |
| Maison                                     |              | (Lage)                               | PA00117529    |              |       |      |
| Immeuble                                   |              | (Lage)                               | PA00117527    |              |       |      |
| Maison Lions                               |              | (Lage)                               | PA00117530    |              |       |      |
| Maison                                     |              | (Lage)                               | PA00117526    |              |       |      |
| Salle Etats Forez                          |              | (Lage)                               | PA00117528    |              |       |      |
| Théâtre gallo-romain de Moingt             |              | Moingt : Allée de Montplaisir (Lage) | PA00117531    | Classé       | 1981  |      |

## Liste der Objekte
- Monuments historiques (Objekte) in Montbrison (Loire) in der Base Palissy des französischen Kultusministeriums